# Condition Critical
| Recensione                            | Giudizio   |
| ------------------------------------- | ---------- |
| AllMusic                              | [ 1 ]      |
| Sputnikmusic                          | 3.1 (Good) |
| HM - Il grande libro dell'Heavy Metal | [ 3 ]      |

Condition Critical è il quarto album in studio della heavy metal band statunitense Quiet Riot pubblicato nel luglio del 1984 per l'etichetta discografica Pasha Records.

## Il disco
Un altro importante album per la band di Los Angeles. Condition Critical risulta sulla scia del precedente Metal Health, ma nonostante ciò non riuscì ad ottenere gli stessi consensi. Tentarono subito di ottenere il successo imitando la manovra di successo adoperata nel disco precedente, ovvero rifacendo nuovamente un orecchiabile brano degli Slade, in questo caso "Mama Weer All Crazee Now". Curiosamente un altro gruppo heavy metal nordirlandese, i Mama's Boys, avevano reinterpretato lo stesso brano, e nello stesso periodo anche la loro versione venne lanciata come hit da classifica, ma la loro versione di piazzò in posizioni più alte nelle chart americane. Il singolo venne lanciato su MTV seguito poi da "Party All Night". Sempre in riferimento agli Slade è la canzone "Stomp Your Hands, Clap Your Feet", titolo di un album degli Slade del 1974.
La ballata "Winners Take All" era originariamente un brano (Set Me Free o Teenage Anthem) che la band suonava negli anni settanta, con Randy Rhoads.
Seppur i due brani e l'album in generale fossero degni di nota, alla sua uscita nel 1984 riuscì a vendere solo 3 milioni di copie contro i 6 milioni del precedente. Certo il gruppo passerà momenti peggiori, e nonostante il mancato successo immediato, l'album verrà comunque ricordato come tra i migliori della band, proponendo diversi memorabili brani come i già citati, che verranno inseriti nelle varie raccolte e proposti live in ogni concerto. Una perla per quanto riguarda l'heavy metal anni ottanta anche se messo in ombra da Metal Health.

## Tracce
Lato A
1. Sign of the Times – 5:03 (Carlos Cavazo, Kevin DuBrow)
2. Mama Weer All Crazee Now (cover degli Slade) – 3:38
3. Party All Night – 3:32 (Kevin DuBrow)
4. Stomp Your Hands, Clap Your Feet – 4:38 (Kevin DuBrow)
5. Winners Take All – 5:32 (Kevin DuBrow)

Lato B
1. Condition Critical – 5:02 (Kevin DuBrow, Carlos Cavazo, Frankie Banali)
2. Scream and Shout – 4:01 (Carlos Cavazo, Rudy Sarzo, Kevin DuBrow)
3. Red Alert – 4:28 (Kevin DuBrow)
4. Bad Boy – 4:21 (Kevin DuBrow)
5. (We Were) Born to Rock – 3:34 (Kevin DuBrow)

## Singoli
- Mama Weer All Crazee Now (b-side: Bad Boy)
- Bad Boy (b-sides: Metal Health (live), Slick Black Cadillac (live))
- Winners Take All (b-side: Red Alert)
- Party All Night

## Formazione
- Kevin DuBrow - voce solista, accompagnamento vocale - cori
- Carlos Cavazo - chitarre, accompagnamento vocale - cori
- Rudy Sarzo - basso
- Frankie Banali - batteria, percussioni acustiche ed elettriche

Altri musicisti
- Chuck Wright - cori, basso (brano: (We Were) Born to Rock)
- Pat Regan - tastiere
- Randy Bishop - cori

Note aggiuntive
- Spencer Proffer - produttore
- Registrato (e mixato) al The Pasha Music House di Hollywood, California
- Duane Baron - ingegnere delle registrazioni
- Jay Vigon - art direction e design
- Kevin DuBrow - concept copertina
- Stan Watts - illustrazione copertina
- Aaron Rappoport - fotografia retrocopertina[5]